# Johannes Martin Wagner
Johannes Martin Wagner (* 12. September 1815 in Grebenstein (Landkreis Kassel); † 24. Juli 1902 in Zwergen) war ein deutscher Landwirt und Abgeordneter des Kurhessischen Kommunallandtages. 

## Leben
Johannes Martin Wagner war der Sohn des Landwirts Martin Wagner und dessen Gemahlin Anna Katharina Wiegand. Nach seiner Schul- und Berufsausbildung übernahm er den Landwirtschaftsbetrieb seines Vaters.
1877 erhielt er ein Mandat für den Kurhessischen Kommunallandtag des preußischen Regierungsbezirks Kassel. Er blieb bis zum Jahre 1882 in dem Parlament. 